# Lukasmühle (Giersleben)

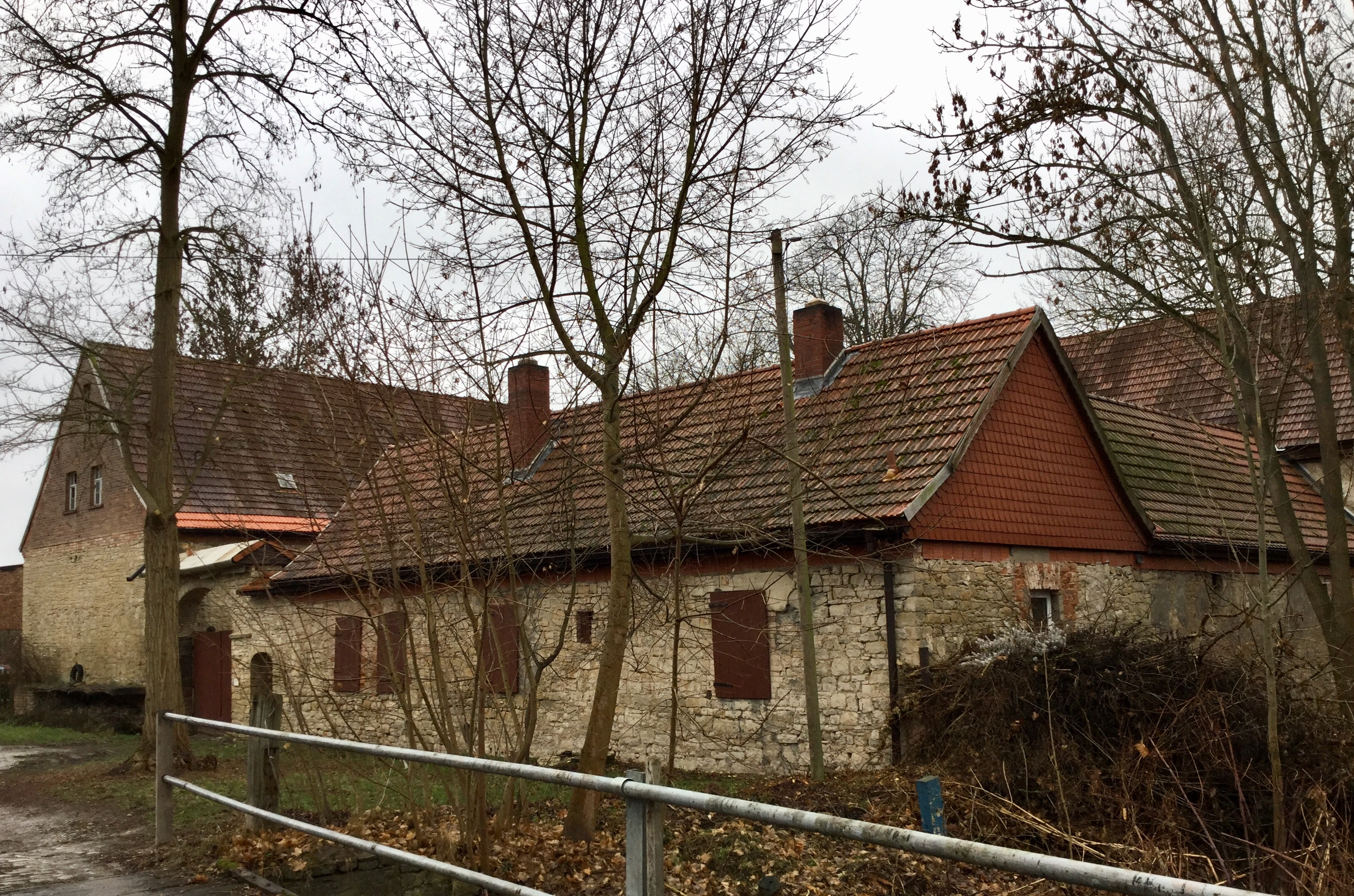
Lukasmühle, 2018

Die Lukasmühle ist eine denkmalgeschützte Wassermühle in Giersleben in Sachsen-Anhalt.
Sie befindet sich am südlichen Ortsrand von Giersleben an der Adresse Mühlenstraße 65 am Ufer der Wipper.
Der als Vierseitenhof errichtete Mühlenhof entstand im 17./18. Jahrhundert. Die Gebäude sind in massiver Bauweise aus Bruchsteinen errichtet. An der Südseite befindet sich die Radstube mitsamt Schützenanlage und Gerinne.
Im örtlichen Denkmalverzeichnis ist die Mühle unter der Erfassungsnummer 094 17251 als Baudenkmal verzeichnet.